# Люньи-Шампань
Люньи́-Шампа́нь (фр. Lugny-Champagne) — коммуна во Франции, находится в регионе Центр. Департамент — Шер. Входит в состав кантона Сансерг. Округ коммуны — Бурж.
Код INSEE коммуны — 18132.

## География
Коммуна расположена приблизительно в 190 км к югу от Парижа, в 105 км юго-восточнее Орлеана, в 35 км к востоку от Буржа.
По территории коммуны протекает река Раньон (фр. Ragnon).

## Население
Население коммуны на 2008 год составляло 181 человек.
| 1962 | 1968 | 1975 | 1982 | 1990 | 1999 | 2008 |
| ---- | ---- | ---- | ---- | ---- | ---- | ---- |
| 282  | 321  | 275  | 221  | 207  | 166  | 181  |

## Экономика
В 2007 году среди 100 человек в трудоспособном возрасте (15-64 лет) 74 были экономически активными, 26 — неактивными (показатель активности — 74,0 %, в 1999 году было 67,7 %). Из 74 активных работали 66 человек (37 мужчин и 29 женщин), безработных было 8 (4 мужчины и 4 женщины). Среди 26 неактивных 5 человек были учениками или студентами, 14 — пенсионерами, 7 были неактивными по другим причинам.

## Достопримечательности
- Замок Бийрон (XVIII век). Исторический памятник с 1995 года[3]
- Церковь Сен-Фьякр (XV век)
  - Кропильница (1494 год). Исторический памятник с 1891 года[4]